# Ягуби, Моштаг
Моштаг Хоссейн Ягуби (фин. Moshtagh Hossein Yaghoubi; дари مشتاق حسین یعقوبی; 8 ноября 1994, Кабул, Афганистан) — финский футболист, полузащитник клуба «ХИФК» и сборной Финляндии.

## Клубная карьера
Выступал за молодёжную команду «Хонки». Дебютировал за «Хонку» 30 октября 2011 года в матче против клуба «КуПС». С 2011 по 2012 год также выступал за фарм-клуб «Хонки» — команду «Паллохонка». С 2012 года стал твёрдым игроком основы своего клуба.
16 февраля 2014 года Ягуби перешёл в юрмальский «Спартак», но 27 февраля был отдан в аренду московскому «Динамо», с которым тренировался с первого зимнего сбора.

## Карьера в сборной
Выступал за молодёжную сборную Финляндии, он провёл четыре матча и забил два гола за неё. За национальную сборную Финляндии дебютировал 31 октября 2013 года в неофициальном матче против сборной Мексики.

## Достижения
«Хонка»
- Серебряный призёр чемпионата Финляндии: 2013
- Обладатель Кубка Финляндии: 2012